# Perciliidae
Los percílidos (Perciliidae) son una familia de peces actinopterigios del orden Centrarchiformes. Las especies que integran sus 5 géneros se distribuyen en biotopos de agua dulce en ambientes templados o templado-fríos del hemisferio sur.

## Taxonomía
Descripción original e historia taxonómica

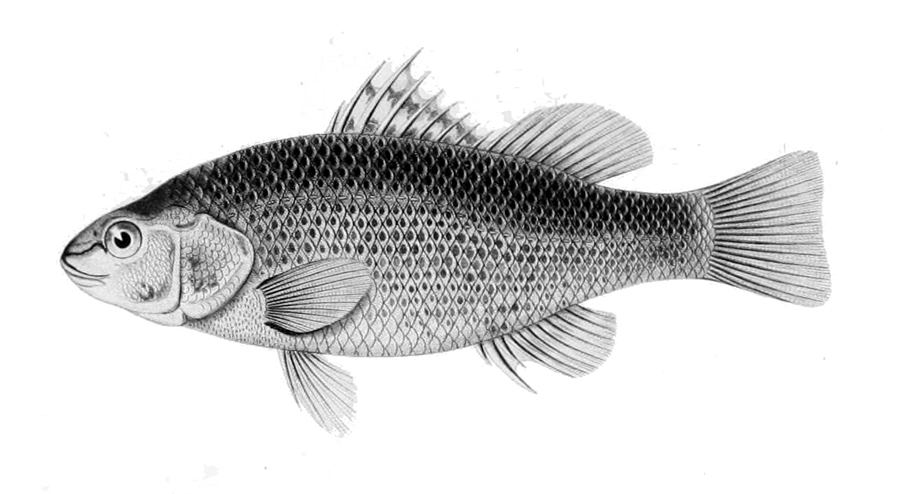
Carmelita (Percilia gillissi).

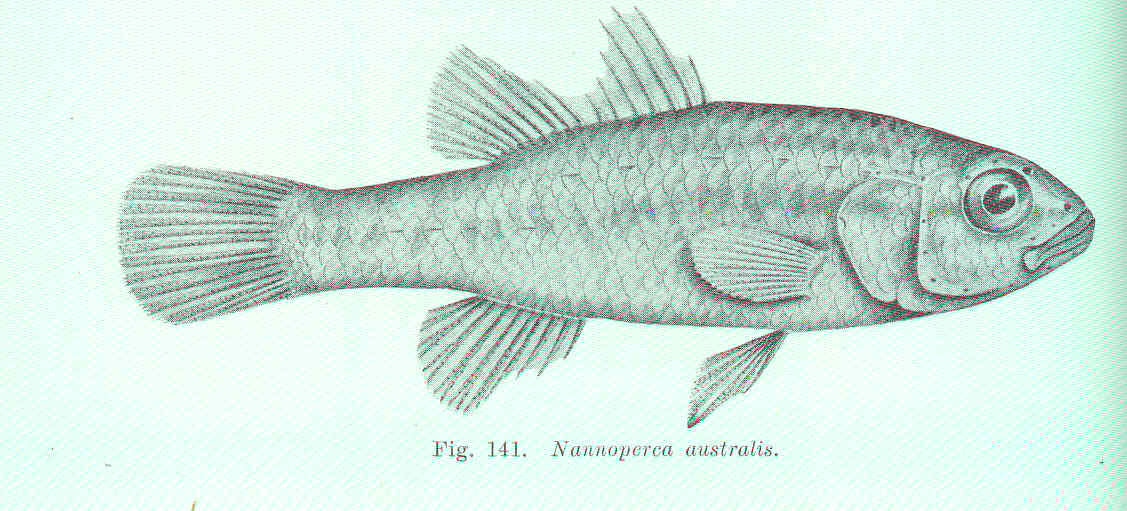
Nannoperca australis.

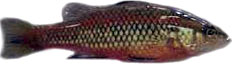
Nannoperca vittata.

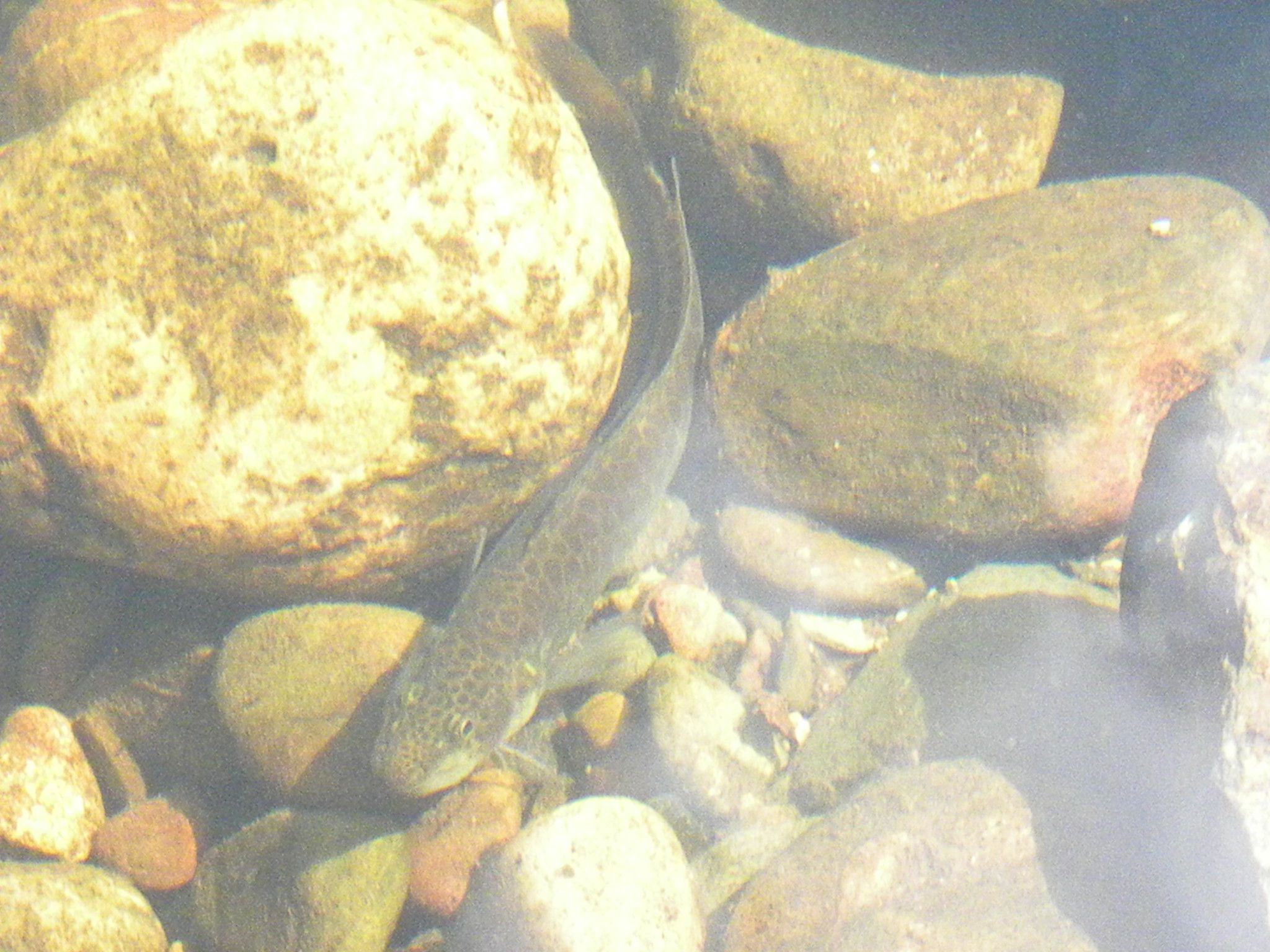
Gadopsis bispinosus.

Esta familia fue descrita originalmente en el año 1923 por el naturalista, ictiólogo y pacifista estadounidense David Starr Jordan. Su género tipo es Percilia, el cual había sido descrito originalmente en el año 1855 por el médico y zoólogo francés Charles Frédéric Girard.
Autores posteriores no reconocieron la categorización de nivel familia para este taxón, pero en el año 1982 Gloria Arratia vuelve a considerarlo como integrando una familia propia, hipótesis taxonómica que fue criticada por N. Micklich, por haberse basado sólo en el análisis de los géneros de Sudamérica. A pesar de esto, Arratia continuó considerando su hipótesis como válida, profundizando en su conocimiento, lo que la llevó en el año 2019 a reconocerla ampliada, al incluir en este clado a 4 géneros australianos, relación que ya había anticipado en el año 2003.
Caracterización y relaciones filogenéticas
La monofilia de la familia Perciliidae está respaldada por ocho sinapomorfias.

## Subdivisión
Esta familia se subdivide en 5 géneros (algunos de ellos monotípicos), los que contienen un total de 12 especies.
En Sudamérica
- Percilia Girard, 1855

En Australia
- Bostockia Castelnau, 1873
- Gadopsis Richardson, 1848
- Nannatherina Regan, 1906
- Nannoperca Günther, 1861

## Distribución y hábitat
Los percílidos se distribuyen en aguas dulces de regiones templadas y templado-frías del hemisferio sur, tanto en Sudamérica (centro y centro-sur de Chile) como en el sur de Australia.